# بازنمونه‌گیری جک‌نایف
در آمار بازنمونه‌گیری جک‌نایف (به انگلیسی: Jackknife resampling) یا اعتبارسنجی متقابل جک‌نایف (انگلیسی: Jackknife cross-validation)، یک تکنیک اعتبارسنجی متقابل است و نوعی از نمونه‌گیری مجدد به‌شمار می‌آید. این روش به‌ویژه برای برآورد اریبی و واریانس مفید است. جک‌نایف پیش از سایر روش‌های رایج نمونه‌گیری مجدد مانند بوت‌استرپ وجود داشته است. با توجه به یک نمونه با اندازه {\displaystyle n}، یک برآوردگر جک‌نایف می‌تواند با تجمیع برآوردهای پارامتر از هر زیرنمونه با اندازه {\displaystyle (n-1)} که با حذف یک مشاهده به‌دست می‌آید، ساخته شود.
تکنیک جک‌نایف توسط موریس کنیوئل در سال‌های ۱۹۴۹ تا ۱۹۷۳ توسعه یافت و در سال ۱۹۵۶ بهبود یافت. جان توکی در سال ۱۹۵۸ بر این تکنیک افزود و نام «جک‌نایف» را پیشنهاد کرد زیرا، مانند یک چاقوی تاشو (به انگلیسی: jack-knife)، یک ابزار ساده و کاربردی است که می‌تواند برای حل مسائل مختلف به‌طور خلاقانه عمل کند، حتی اگر برخی مسائل به‌طور مؤثرتری با ابزارهای طراحی‌شده خاص حل شوند.
جک‌نایف یک تقریب خطی از بوت‌استرپ است.